# Železniční trať Bělehrad–Niš
Železniční trať Bělehrad–Niš (srbsky Железничка пруга Београд–Ниш/Železnička pruga Beograd–Niš) je jedna z páteřních železničních tratí v Srbsku. Zajišťuje spojení srbské metropole Bělehradu s jihem Srbska, s Severní Makedonií a Bulharskem. Pro Severní Makedonii, Řecko a Bulharsko je naopak jednou z hlavních tratí směrem do Střední Evropy. Trať dlouhá 243 km vede severo-jižním směrem a vybudována byla převážně v údolí Veliké Moravy a její zdrojnice Jižní Moravy.
V současné době je trať součástí tzv. panevropského koridoru č. 10.

## Historie

### Vznik a výstavba

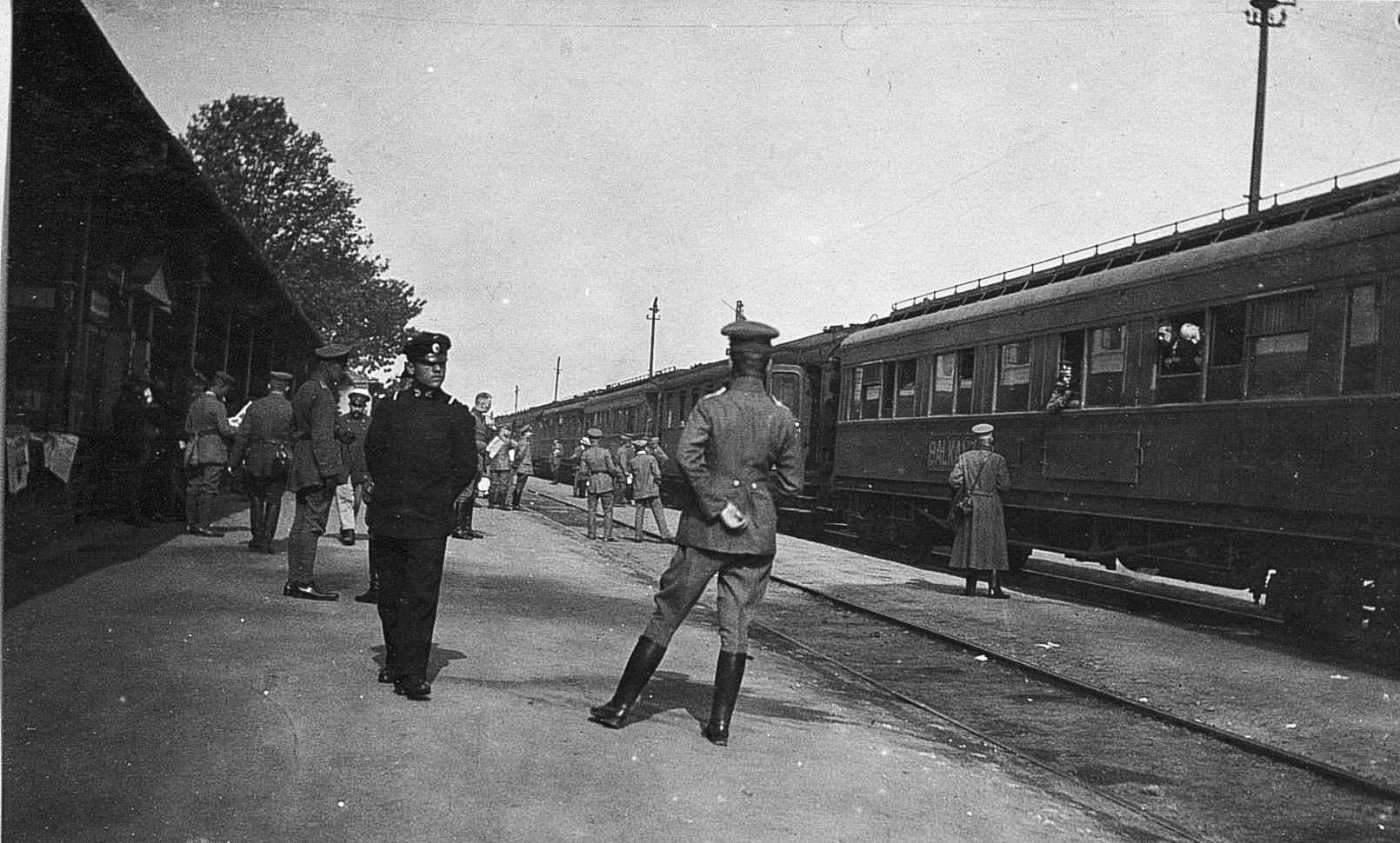
Vlak na nádraží v Niši v roce 1918.

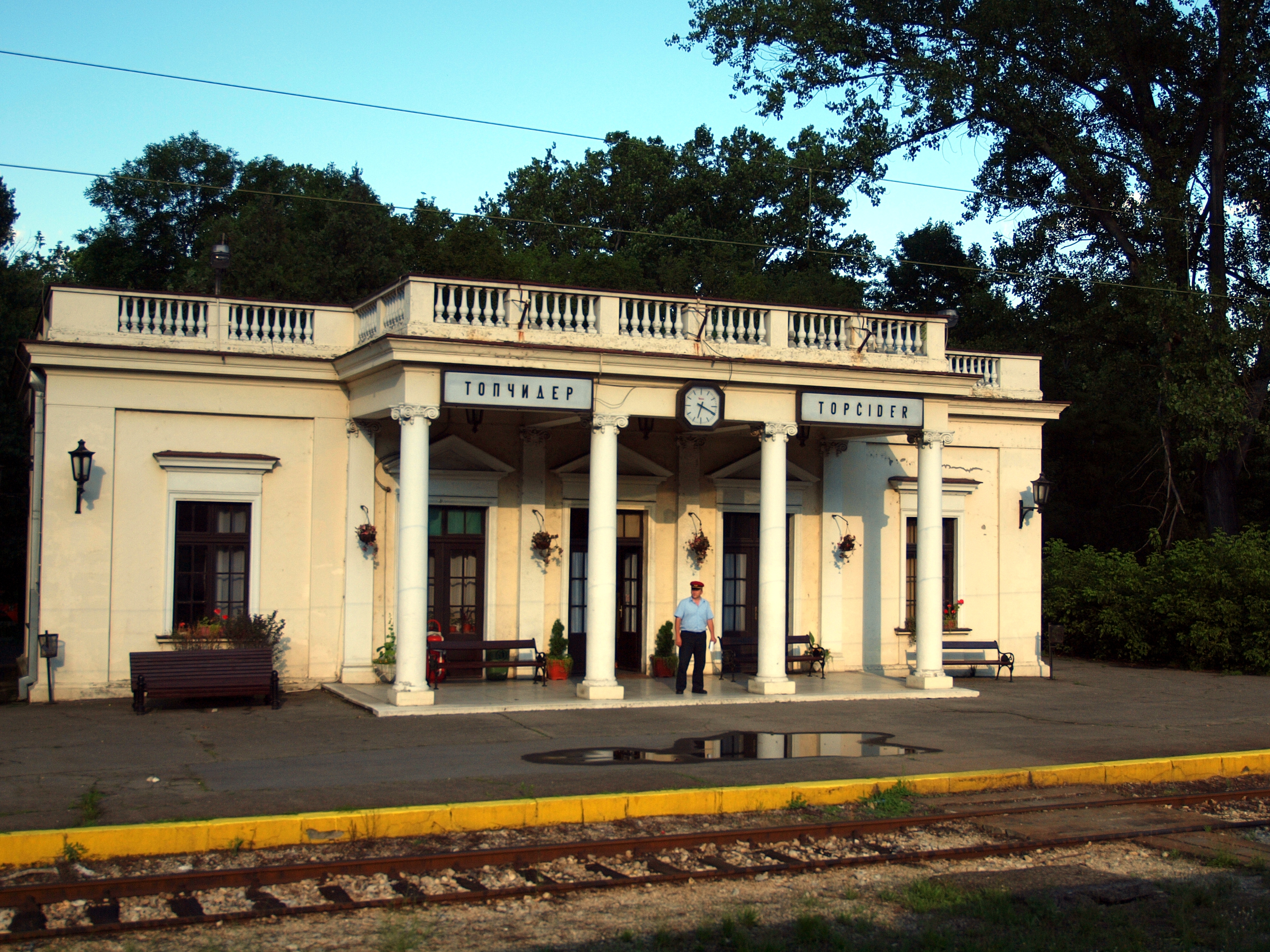
Nádraží Topčider v Bělehradě.

O výstavbě trati, která by spojila Rakousko-Uhersko s Osmanskou říší padlo rozhodnutí na Berlínském kongresu. Její výstavba byla zahájena ještě předtím, než Srbsko vyhlásilo nezávislost (1882). Provoz proto neorganizovaly srbské železnice, nýbrž společnost Orientální dráha. Srbská vláda, která byla vyčerpána válkou, neměla navíc zájem financovat rozsáhlý infrastrukturní projekt. Teprve až roku 1880 přinutilo Rakousko-Uhersko vládu v Bělehradě podepsat smlouvu, podle které měla trať vzniknout během následujících tří až pěti let. Rakousko-Uhersko mělo velký zájem na tom, aby získalo železniční spojení s Osmanskou říší, především díky vzájemnému obchodu, který se začal rozvíjet od 50. let 19. století. Tehdy se totiž Osmanská říše zliberalizovala svůj zahraniční obchod. Rakousko-Uhersko zahájilo také výstavbu trati k Srbsku tak, aby mezi oběma státy existovalo přímé železniční spojení.
Výstavba trati byla zahájena v Bělehradu v Topčideru dne 3. července 1881.
Výstavba trvala celkem tři roky. V roce 1883 byla položena již polovina tratě a 17. června přijel první vlak do města Jagodina v údolí Moravy.
Slavnostní otevření trati se uskutečnilo dne 4. září 1884 (23. srpna podle starého kalendáře) za přítomnosti řady hostů z tehdejšího Rakousko-Uherska a Francie. Slavnostního otevření trati se účastnila srbská vláda, bělehradský metropolita Srbské pravoslavné církve, členové Státní rady (parlamentu)[zdroj?] a vojenští představitelé.
O tři dny dříve byl dokončen most přes řeku Sávu ze Zemunu, který se nacházel na území Uherska, čímž bylo zajištěno spojení mezi Srbskem a Rakousko-Uherskem.
Trať zbudovala francouzská společnost za pomoci tehdejších moderních technologií. Vzhledem k bezpečnosti na trati a možným sesuvům půdy se však vlaky pohybovaly především v úseku Bělehrad-Smederevska Palanka pouze rychlostí 25–40 km/h. Celková doba jízdy tehdy dosahovala z Bělehradu do Niše 8 hodin a 10 minut, což znamenalo revoluci, neboť koňský povoz stejnou vzdálenost překonal za 4 a půl dne.
Pro většinu srbského obyvatelstva však bylo jízdné na nové trati poměrně vysoké, a tak nebyl nasazován velký počet vlaků. Postupem času, jak se dařilo srbskou železniční síť stále rozšiřovat, však počet cestujících rostl. Od roku 1885 po této trati projížděl i Orient expres.

### Modernizace trati

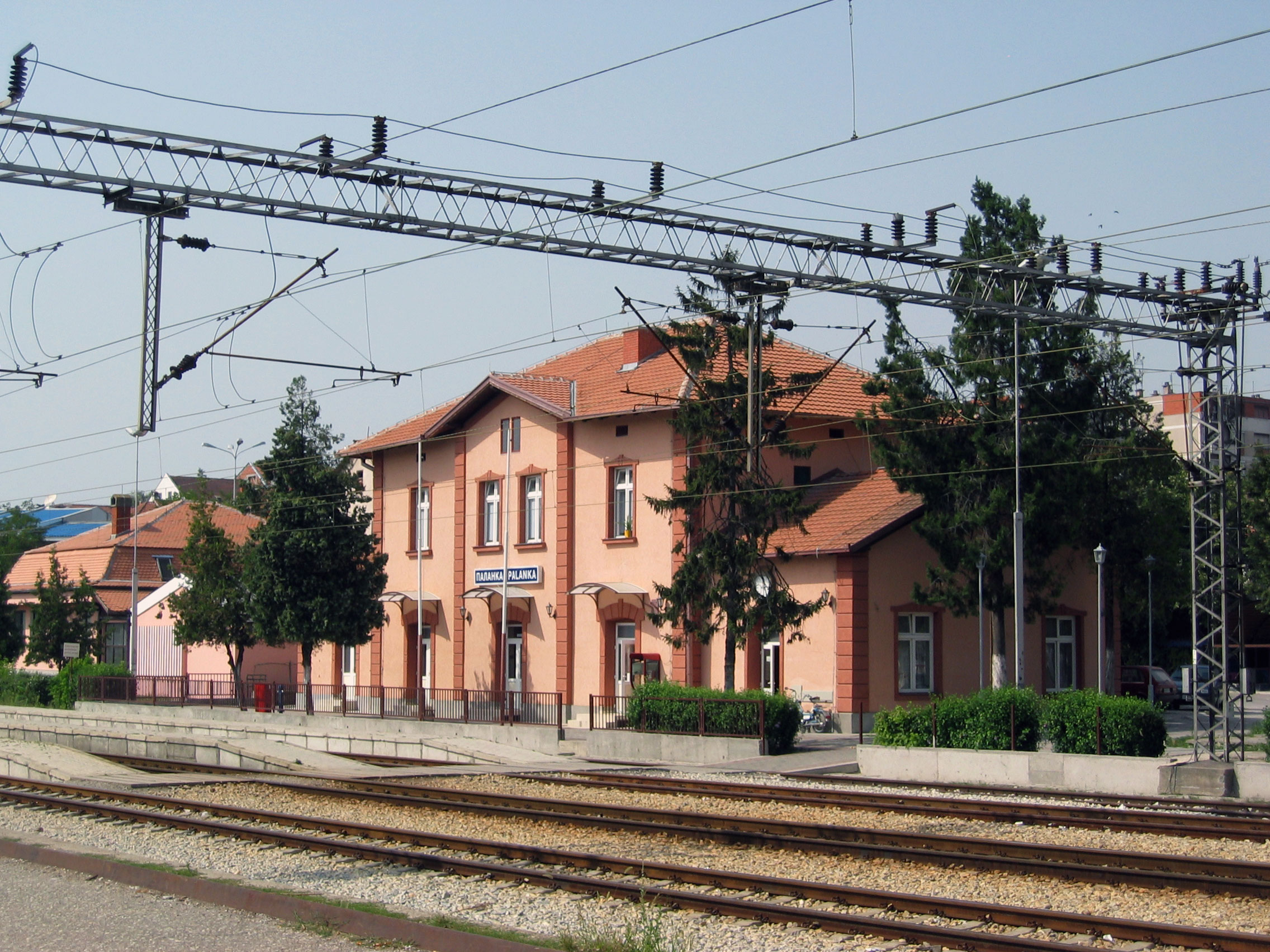
Budova nádraží ve Smederevské Palance.

Trať byla za první světové války poničena. Byla proto nezbytná obnova některých mostů a částí tratě, která byla dokončena v říjnu 1919. V letech 1920-1924 následně probíhala modernizace trati takovým způsobem, aby byla maximální provozní rychlost ve výši 100 km/h. Vlak Orient expres díky úpravám trati dokázal zdolat celou 243 km dlouhou vzdálenost za 5 hodin 35 minut.
Po první světové válce bylo v nově nezávislém království rozhodnuto o nezbytnosti sjednotit železniční sítě bývalých zemí, ze kterých Jugoslávie sama vznikla. Kromě toho však bylo nezbytné překonat rozdíl mezi poměrně hustou sítí na severu a velmi řídkou na jihu země. Proto byla ještě v 20. letech 20. století zahájena výstavba několika odboček z trati Bělehrad-Niš do dalších měst. Vznikla také větev trasy severním směrem, vedoucí z Topčideru přes Malou Krsnu do Požarevace.
Před vypuknutím 2. světové války po trati jezdily soupravy o váze 450 tun a průměrná cestovní rychlost se pohybovala okolo 60 km/h.
V roce 1944 byla při spojeneckém bombardování těžce poničena budova nádraží v Niši, která musela být po skončení války kompletně vybudována znova.
Po skončení druhé světové války byla trať kompletně elektrifikována.

### Současná doba
V současné době je trať prioritní stavbou pro rozvoj srbské železnice. Na určitých krátkých úsecích trati probíhá modernizace, cílová rychlost na trati, která by měla být dvojkolejná a elektrizovaná, by se měla pohybovat mezi 160–200 km/h. Na začátku 21. století byla trať dvojkolejná pouze v úseku Velika Plana–Stalać a Đunis–Trupale. V chybějícím úseku Stalać–Đunis byla vyprojektována nová dvojkolejná trať, pro kterou bude nezbytné vybudovat 5 nových tunelů a 227 m dlouhý most přes řeku Moravu.

## Stanice
- Beograd-Glavna
- Topčider
- Košutnjak
- Rakovica
- Kijevo
- Resnik
- Mladenovac
- Rabrovac
- Palanka
- Mala Plana
- Velika Plana
- Markovac
- Brzan
- Jagodina
- Jovac
- Ćuprija
- Paraćin
- Ćićevac
- Stalać
- Žitkovac
- Mezgraja
- Crveni Krst
- Niš